# 张南轩墓
张南轩墓，位于湖南省长沙市宁乡市巷子口镇官山村罗带山。面积273.6平方米。

## 概况
张栻是南宋著名理学家，和朱熹齐名。在长沙岳麓书院和宁乡灵峰书院讲学多年。死后葬于宁乡罗带山。张南轩墓在宁乡市城西面70千米的罗带山，上面也有其父张浚的墓。张南轩墓的前方立有石碑“文武百官至此止步下车”的御制碑文。明世宗嘉靖帝敕封罗带山为“官山”。

## 沿革
2013年，张南轩墓列入全国重点文物保护单位。

## 建筑
张南轩墓的石料为花岗岩，包括墓冢、墓围、墓碑、拜道、拜台、华表、香炉。

## 照片
- 墓碑
- 墓
- 墓